# Kneuss

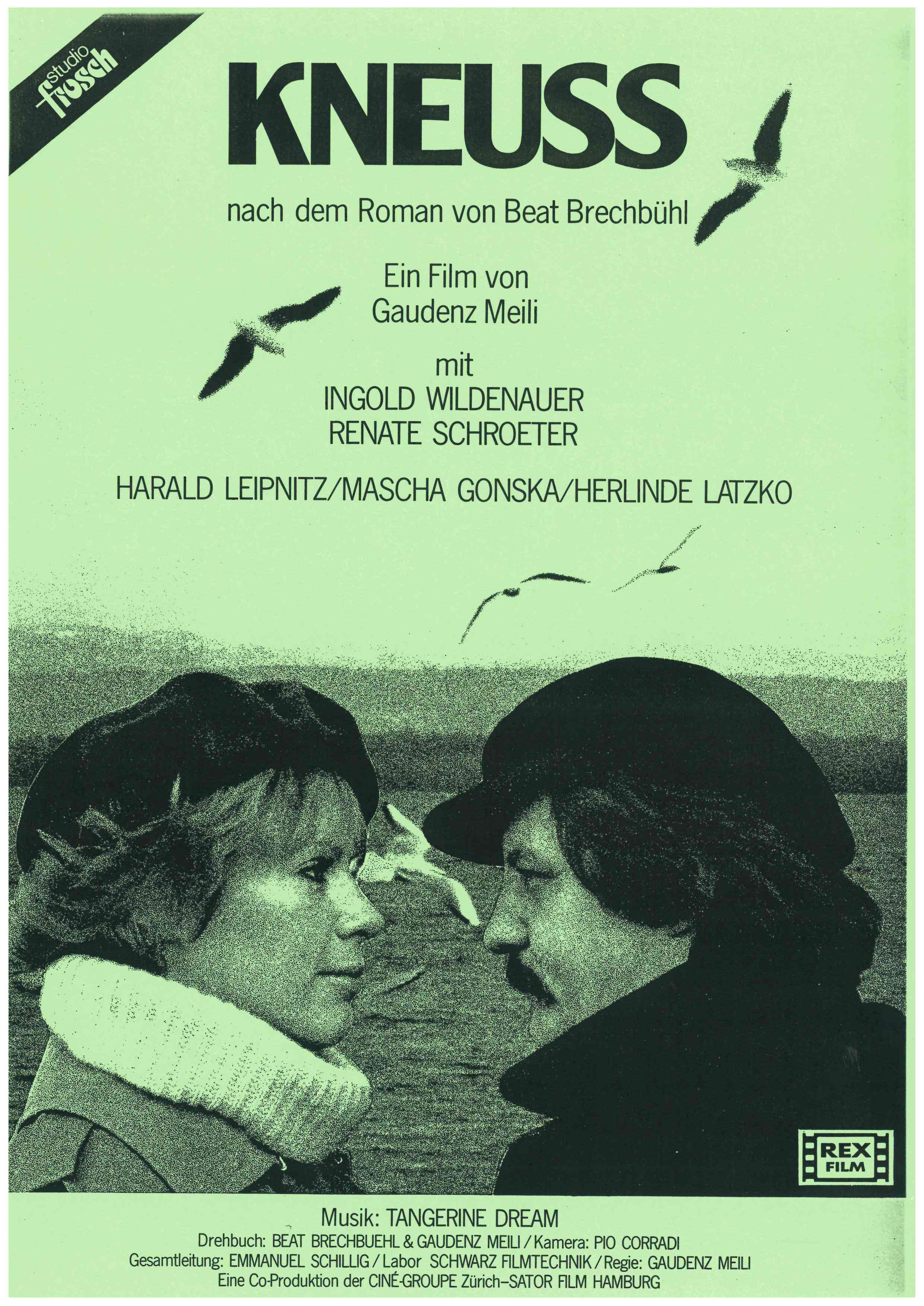
Filmplakat

Kneuss ist der Titel eines Spielfilmes nach dem gleichnamigen, 1970 publizierten Kriminalroman von Beat Brechbühl. Bei der schweizerisch-deutschen Koproduktion aus dem Jahr 1978 führte Gaudenz Meili Regie. Die Uraufführung erfolgte am 23. Oktober 1978 im Zürcher „Frosch-Kino“. Gedreht wurde in Zürich, Bern, Murten und Venedig.

## Handlung
Kneuss ist ein Sonderling. Er hat sich von seinem Jugendfreund Schnaffelmann als Berater in dessen Werbeagentur engagieren lassen. Bei einem Besuch im Hause Schnaffelmanns erkennt er in dessen Frau Cécile seine Jugendliebe Cäcilie Bucher; und zwischen Kneuss und der in ihrer Ehe frustrierten Cécile entsteht sehr schnell wieder die alte Vertrautheit. Kneuss merkt, dass Schnaffelmann die Werbeagentur dazu benützt, um seine Aktivitäten im Rauschgifthandel zu tarnen.

## Rezeption
Die Neue Zürcher Zeitung vom 16. Dezember 1978 schrieb:

„Nach dem Roman von Beat Brechbühl, diesen aber dramaturgisch erheblich verändernd, hat Gaudenz Meili nach ‚Der Stumme‘ nun seinen zweiten grossen Spielfilm gedreht. Dabei ist er mit dem Stoff so selbständig umgegangen, dass von einer Literaturverfilmung keine Rede sein kann. Aus dem Helden Kneuss, der bei Brechbühl ein ‚Reiner‘ ist, ein ideologisch starrer Verweigerer, hat Meili einen eher gebrochenen, zwielichtigen, in seinem Widerstand weder sich klar formulierenden noch für die Rebellion wirklich geeigneten Mann gemacht. Kneuss wird so menschlich fassbar.“

Das Filmlexikon fasst zusammen:

„Eine auf unterhaltsame Weise erzählte Geschichte mit ästhetischen und kritischen Ambitionen. Allerdings gelingt es dem Film nicht immer, Personen und Geschehnisse mit einem konkreten Realitätsbezug zu versehen.“

## Hintergrund
Der Film wurde mit einem Budget von 920'000 Franken koproduziert.